# Kanton Cherbourg-Octeville-3
Kanton Cherbourg-Octeville-3 (fr. Canton de Cherbourg-Octeville-3) je kanton v departementu Manche v regionu Normandie ve Francii. Vznikl v roce 2015 a tvoří ho 9 obcí společně s částí města Cherbourg-en-Cotentin.

## Obce kantonu
- Cherbourg-en-Cotentin (část)
- Couville
- Hardinvast
- Martinvast
- Nouainville
- Saint-Martin-le-Gréard
- Sideville
- Teurthéville-Hague
- Tollevast
- Virandeville